# Fátimai jelenések

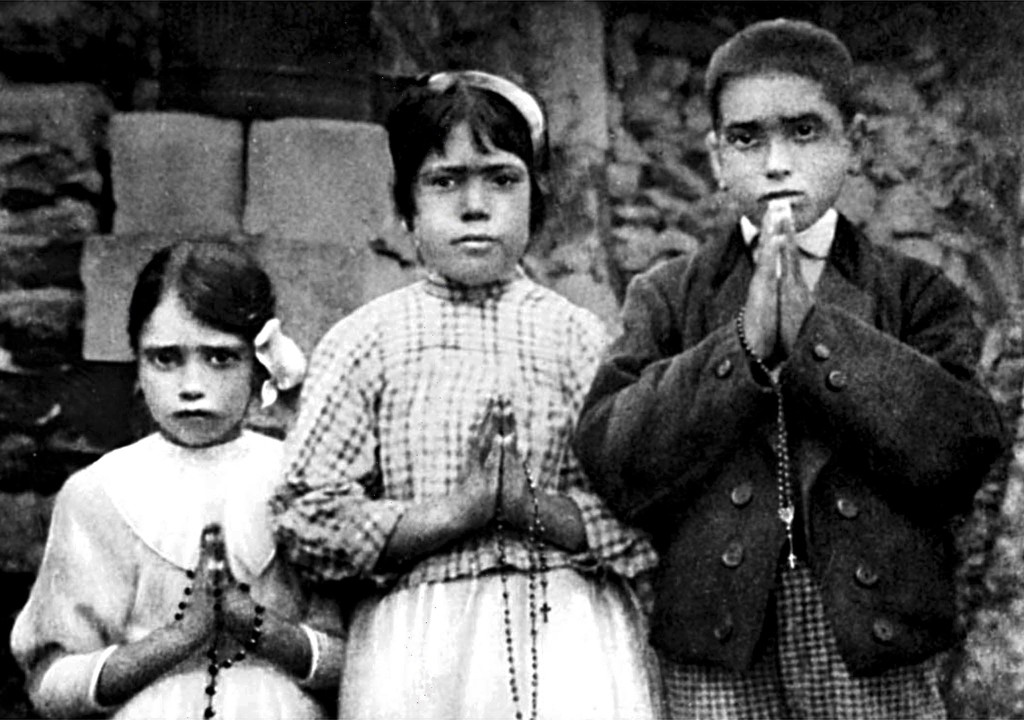
Jacinta Marto (balra), Lúcia de Jesus dos Santos (középen) és Francisco Marto

A fatimai jelenések – számszerűen hat – 1917-ben történtek a portugáliai Fátima kisváros közelében. A római katolikus egyház által elfogadott álláspont szerint a Szűzanya valóban megjelent a három pásztorgyereknek. A hatodik jelenés, a napcsoda, 1917. október 13-án történt, és a becslésektől függően 30-70 000 ember látta.

## A jelenések története
1917. május 13-án három gyermek egy kis nyájat őrzött a Fátima kisváros melletti Cova da Iria nevű helyen. A gyermekek neve: Lúcia de Jesus dos Santos (ekkor 10 éves, élt 2005-ig), unokaöccse, Francisco Marto (ekkor 9 éves, élt 1919-ig), unokahúga, Jacinta Marto (ekkor 7 éves, élt 1920-ig). A déli rózsafüzér-imádság után a közelükben levő kövekből kis házat építettek azon a helyen, ahol ma a bazilika áll. Hirtelen sugárzó fényt láttak, amelyet villámnak véltek. Elhatározták, hogy hazamennek, de rögtön egy második villám világította meg a helyet kissé távolabb, lent, és egy kis tölgyfabokor felett – ahol ma a jelenési kápolna áll – láttak egy hölgyet, aki elmondásuk szerint ragyogóbb volt a Napnál és kezei között rózsafüzért tartott. A hölgy azt mondta a három pásztorgyermeknek, hogy sokat kell imádkozniuk, és meghívta őket, hogy öt egymást követő hónap 13. napján ugyanazon órában ismét jöjjenek Cova da Iriába. A gyermekek így is tettek, és a hölgy mind az ötször eljött hozzájuk.

### A három fátimai titok
A július 13-i jelenés során a Szűzanya három titkot tárt fel a gyerekeknek.

### Az első titok
A Pokol Látomása:
„Szűzanya egy hatalmas tűztengert mutatott, ami a föld alatt látszott. Emberi formájú démonok és lelkek voltak alámerülve, mint égő, átlátszó széndarabok, mind megfeketedett vagy bronz színben ragyogott, a tűzvészben lebegtek, majd az égbe emelkedtek a lángok segítségével, amelyek belőlük indultak füstfelhőket okádva, majd körülvéve minket súlytalanul, fájdalmas és kétségbeesett sikolyok és nyögések közepette visszahulltak. Nagyon megrémültünk, reszkettünk a félelemtől. A démonokat meg lehetett különböztetni, ijesztő és visszataszító hasonlóságukról a félelmetes és ismeretlen állatokhoz, mind fekete és átlátszó. A látomás hosszúnak tűnt, de pillanatnyi volt. Hogyan hálálhatnánk meg szeretett mennyei Anyánknak, aki első Megjelenésének útmutatásaival felkészített minket a Mennybe utazásra. Úgy gondolom, máskülönben meghaltunk volna a félelemtől és rettegéstől.”

### A második fatimai titok
A második titok az az állítás, hogy az I. világháború végéhez közeledik, de ha nem hagyják abba Isten megbántását, egy még szörnyűbb háború (II. világháború) eljövetelét jósolja meg. A második rész kéri Oroszország felajánlását Mária Szeplőtelen Szívének:
„Láttad a Poklot, ahová a szegény, bűnösök lelke kerül. Isten meg akarja alapítani a földön Szeplőtelen Szívem tiszteletét, hogy megmentse őket. Ha megteszik, amit nektek mondok, sok lélek meg fog menekülni és béke lesz. A háború a végéhez közeledik, de ha az emberek nem hagyják abba Isten megbántását, egy rosszabb fog kitörni XI. Piusz pápa méltósága alatt. Ha egy éjjel ismeretlen fényt láttok majd, tudjátok, hogy ez az a nagy jel Istentől, hogy közeledik a világ megbüntetése a sok gonoszságáért, háborúval, éhínséggel, az Egyház és a Szentatya üldözésével. Ennek megakadályozására jönni fogok és kérni fogom Oroszország felajánlását Szeplőtelen Szívemnek és az elsőszombati engesztelő szentáldozást. Ha kérésemet teljesítik, Oroszország meg fog térni, és béke lesz; ha nem, elterjeszti tévtanait a világban, háborúkat és az Egyház üldözését okozva. A jókat fel fogják áldozni; a Szentatya sokat fog szenvedni; nemzetek fognak elpusztulni. Végül Szeplőtelen Szívem győzedelmeskedni fog. A Szentatya felajánlja nekem Oroszországot, s az megtér és a béke időszaka fog újra a világra köszönteni.”

### A harmadik fatimai titok
A látnok Lúcia nővér levele:
„J. M. J.
Az 1917. július 13-án, a fatimai Béke-völgyben kinyilatkoztatott titok harmadik része:
Az én Istenem iránti engedelmességből – aki Őexcellenciája, a Főtisztelendő leiriai Püspök úr, valamint Ön és az én szentséges Anyám által adott erre parancsot nekem – írok Önnek.
A két, már korábban elmondott rész után Miasszonyunk bal oldalán, egy kicsit magasabban láttunk egy angyalt, bal kezében lángpallossal; szikrázva lángokat bocsátott ki magából, mintha föl akarná gyújtani a világot; de a lángok kialudtak, amikor találkoztak a Miasszonyunk felénk nyújtott jobbjából áradó sugárzással. Az Angyal jobb kezével a Földre mutatva hangos szóval mondta: 'Bűnbánat, bűnbánat, bűnbánat!'
Egy igen nagy fényességben, ami Isten, láttunk 'valami olyasmit, mintha tükör előtt vonultak volna emberek', láttunk egy fehérbe öltözött püspököt 'akiről úgy gondoltuk, ő a Szentatya'. Sok más püspök, pap, szerzetes és szerzetesnő ment föl egy meredek hegyre, melynek csúcsán nagy kereszt állt fatörzsekből, mintha hántolatlan paratölgy lett volna; a Szentatya, mielőtt odaért, egy félig lerombolt, félig düledező városon ment keresztül botladozó léptekkel, fájdalommal és aggodalommal telve imádkozott az út mentén heverő holtak lelkéért; fölérve a hegy tetejére, térdre borult a nagy kereszt lábánál, és egy csoport katona lőfegyverekkel és nyíllal tüzelve rá, megölte őt. Ugyanígy haltak meg egymás után csoportokban a püspökök, papok, szerzetesek és szerzetesnők, különféle világi emberek, különböző társadalmi osztályokból és állásokból való férfiak és nők.
A kereszt két szára alatt két angyal állt, mindegyiknél kristály öntözőkanna, melybe összegyűjtötték a vértanúk vérét, s öntözték vele az Istenhez közeledő lelkeket.
Kelt Tuyban, 1944. március 1.”

### Az elmaradt, majd bepótolt jelenés
Az augusztus 13-i jelenésről a gyerekek lemaradtak, ugyanis Outrem polgári prefektusa letartóztatta és kihallgatta őket, majd megpróbálta kicsikarni belőlük a hazugságukat elismerő vallomást, de ők erre nem voltak hajlandók. Szabadon bocsátásuk után a Szűzanya augusztus 19-én jelent meg nekik Valinhos település mellett, Cova da Iriától nem messze.

### A napcsoda

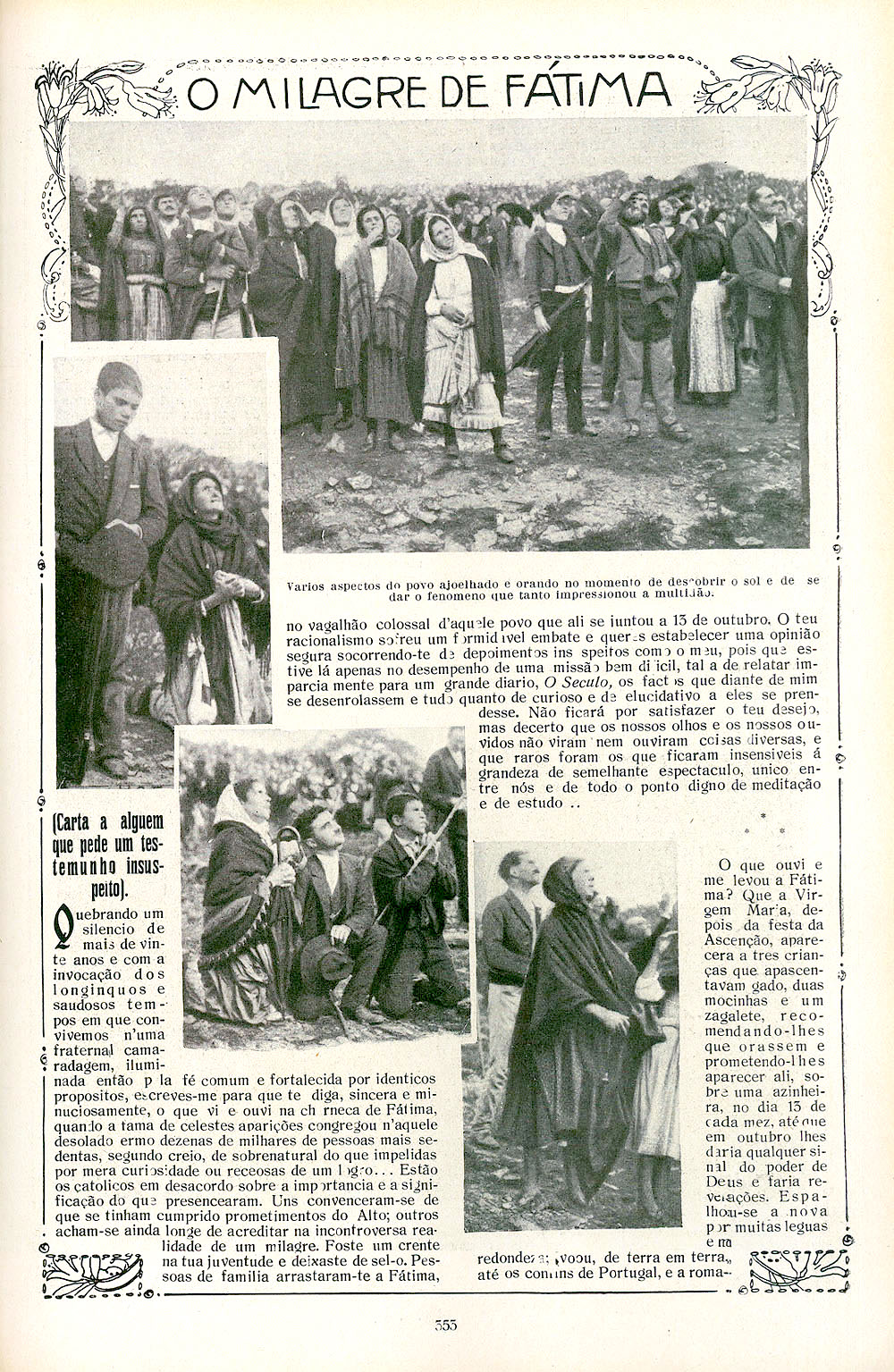
Tudósítás a napcsodáról az Ilustracao Portugueza, 1917. október 29-i számában

Az utolsó jelenéskor, 1917. október 13-án az egyes becslésektől függően 30-70 000 ember volt jelen. A megjelenő hölgy azt mondta, ő a Rózsafüzér királynője, és ezen a helyen állítsanak kápolnát a tiszteletére. A jelenés végén mindenki láthatta a csodát: a Nap egy ezüstkoronghoz vált hasonlóvá, szabad szemmel is lehetett szemlélni, saját tengelye körül forgott, mint egy tűzkerék, majd úgy tűnt, mintha a földre zuhanna.
A napcsoda után a fátimai jelenések Portugáliában az általános érdeklődés és figyelem középpontjába kerültek.
Az első hosszabb beszámolót Formigao atya közölte 1921-ben. Kezdetben ő maga sem hitt a történetek hitelességében, de az 1917. október 13-i jelenés meggyőzte őt, és utána már nem voltak kétségei.
A római katolikus egyház 13 év múlva adott ki hivatalos állásfoglalást az ügyről, anélkül, hogy kitért volna minden részletre.

## Utóélet
A három gyerek közül kettő spanyolnáthában meghalt. (Francisco 1919-ben, Jacinta 1920-ban.)
Az egyedüli túlélőnek, Lúciának, aki először Dorottya-rendi, majd karmelita apáca lett, ismét megjelent a Szűzanya Spanyolországban, 1925. december 10-én és 1926. február 15-én Pontevedrában, majd 1929. június 13-án Tuy-ban, a rendházban. Kérte az öt első szombati ájtatosság elvégzését: rózsafüzér imádkozása, elmélkedés a rózsafüzér 15 titkáról, szentgyónás és áldozás végzése, és Oroszország ajánlása Szűz Mária Szívének. Ezt a látogatást az 1917. július 13-i jelenés előre megmondta az egyik ún. fátimai titokban.
Évekkel később Lúcia nővér leírta, hogy a három pásztorgyermeknek már 1916 áprilisa és októbere között háromszor jelent meg egy angyal, aki imádságra és bűnbánatra szólította fel őket.
1917 óta zarándokok ezrei érkeznek Cova da Iriába, évente kb. 5 millióan keresik fel a szent helyet.
1919. április 28-án a helyszínen építeni kezdték az ún. Jelenési kápolnát. 1921. október 13-án első alkalommal tartottak itt szentmisét.
A leiriai püspök 1922. május 3-án adta ki rendeletét a kánoni per elindításáról a fátimai jelenésekkel kapcsolatban. 1927. június 26-án első alkalommal vezetett a püspök hivatalos zarándoklatot Cova da Iriába, útközben megáldotta a Reguengo do Fetal-i keresztút állomásait. 1930. október 13-án Isteni Gondviselés című rendeletében a jelenéseket hivatalosan elfogadottnak nyilvánította, és engedélyezte a Szűzanya tiszteletét Fátimában.
A fátimai üzenet értelmében 1931. május 13-án a portugál püspökök Portugáliát, 1942. október 31-én XII. Piusz pápa rádióbeszédében a világot ajánlotta fel Szűz Máriának.
1946. május 13-án Masella bíboros, a pápai legátus megkoronázta a jelenési kápolna Szűzanya-szobrát, amelyet portugál asszonyok hálából állíttattak azért, hogy Portugáliát elkerülte a II. világháború. 1951. október 13-án Tedeschini bíboros Fátimában zárta le a szentévet. 1956. május 13-án Roncalli velencei pátriárka (a későbbi XXIII. János pápa) vezette a zarándoklat ünnepségeit. 1965. május 13-án Cento bíboros átadta a fátimai szentélynek az Arany Rózsát.
Több pápa is ellátogatott a jelenések helyére. 1967. május 13-án, az ötvenedik évfordulón VI. Pál pápa ment Fátimába a világ békéjéért és az egyház egységéért könyörögni, 1977. július 10-én Luciani bíboros (a későbbi I. János Pál pápa) zarándokolt a szent helyre, 1982. május 12–13-án pedig II. János Pál pápa kereste fel Fátimát, hálából, amiért életben maradt, miután az előző évben merényletet kíséreltek meg ellene a Szent Péter téren. II. János Pál felajánlotta az emberiséget Máriának. 1991. május 12–13-án, a merénylet 10. évfordulóján ismét ellátogatott Fátimába.
Ferenc pápa 2017. május 13-án szentté avatta Jacintát és Franciscót.